# Jehohanan
Jehohanan o Juan (Yehohanan) fue un varón muerto por crucifixión en el siglo I, cuyo osario fue encontrado en 1968 cuando unos constructores trabajaban en Giv'at ha-Mivtar, un barrio judío en el norte de Jerusalén, accidentalmente descubrieron la tumba judía. El osario judío de piedra tenía en hebreo la inscripción "Juan el hijo de Hagkol". Las investigaciones antropológicas iniciales de 1970 en la Universidad Hebrea de Jerusalén, Nicu Haas concluyeron que Juan fue crucificado con los brazos estirados y sus antebrazos clavados sobre una Cruz latina de dos vigas. Sin embargo, en 1985 una revisión de conclusiones de Haas descubrió varios errores.

## Investigaciones iniciales

### Investigación inicial, Haas, 1970
En el artículo "Anthropological Observations on the Skeletal Remains from Giv'at ha-Mivtar" Publicado en la "Israel Exploration Journal" en 1970, Nicu Haas del departamento de anatomía de la  Universidad Hebrea de Jerusalén, escribió sobre los restos del hombre crucificado: 

Nuestra interpretación completa relativa a la posición del cuerpo en la cruz puede ser descrita brevemente como sigue: Los pies estaban unidos de forma casi paralela, ambos anclados con el mismo clavo en los talones, con las piernas adyacentes; las rodillas estaban dobladas, la derecha sobre la izquierda; el tronco estaba contorneado; los miembros superiores estaban estirados, cada uno estabilizado por un clavo en el antebrazo."
Israel Exploration Journal, Vol-20, 1970

Haas no pudo examinar los restos más a fondo porque sufrió serios problemas de salud, y mientras que sus conclusiones fueron ampliamente aceptadas por el público en general, varios errores en sus observaciones fueron identificados más tarde por Joseph Zias y el Dr. Eliezer Sekeles de la  Universidad Hebrea de Jerusalén en su revisión de 1985.

### Revisión, Zias & Sekeles, 1985
En 1985, Joe Zias, el conservador de la Autoridad de Antigüedades de Israel, y el Dr. Eliezer Sekeles, del Centro Médico Hadassah, reexaminaron los restos de la crucifixión. Ellos descubrieron que el análisis de Haas estaba plagado de errores: 

El clavo era más corto de lo que Haas había informado y por lo tanto no habría sido suficientemente largo para perforar los dos huesos del talón y la madera. Los pedazos de hueso se han identificado erróneamente. No había ningún hueso de un segundo talón; el clavo perforó un solo talón. Algunos de los fragmentos de hueso eran de otro individuo.
Israel Exploration Journal, Vol. 35, 1985

Zias y Sekeles también indicaron que la presencia de un arañazo en uno de los antebrazos «no era convincente» y no evidenciaba la presencia de un clavo o una cuerda: 

Muchos arañazos y hendiduras no traumáticas similares a éstas se encuentran en material esquelético antiguo. De hecho, se observaron dos muescas no traumáticas similares en el peroné derecho, que no están conectados con la crucifixión... Por lo tanto, la falta de una lesión traumática en el antebrazo y los metacarpianos de la mano parecen sugerir que los brazos del condenado fueron atados en vez de clavados en la cruz.
Israel Exploration Journal, Vol. 35, 1985

Como conclusión, los hallazgos de Zias y Sekeles no indican si la viga horizontal del patibulum de la cruz estuviera unido al poste vertical al que fue clavado el talón de la víctima. La prueba era tan ambigua en lo relativo a los brazos que Zias y Sekeles tuvieron que confiar en los datos proporcionados por escrituras clásicas para apoyar su reconstrucción de la posición de los brazos atados al travesaño:

Las fuentes literarias del periodo romano contienen numerosas descripciones de la crucifixión pero pocos detalles exactos de, por ejemplo, cómo los condenados se fijaban a la cruz. Por desgracia, las pruebas físicas directas que tenemos están limitadas también a un calcáneo del talón derecho (hueso del talón) perforado por un clavo de hierro de 11,5 cm con trazas de madera en ambos extremos.
Israel Exploration Journal, v. 35 (1985)

En su reconstrucción Zias y Sekeles incluyen un travesaño de tamaño no más grande de lo que un hombre condenado podía llevar al lugar de ejecución, donde sería pues unido al poste vertical permanentemente fijo en el suelo. Ambos pedazos de madera podían ser reutilizados varias veces:

Para reconstruir la crucifixión hemos usado las evidencias de esqueletos que están disponibles en conjunto con observaciones de Haas, Barbet y las fuentes históricas antiguas. En concordancia con esas fuentes, el condenado nunca llevó la cruz completa, como se cree comúnmente; en lugar de esto, llevaba el travesaño, mientras que el pie se encuentra en un lugar permanente donde fue utilizado para las ejecuciones posteriores. Por otra parte, sabemos por Josefo que durante el primer siglo, la madera era tan escasa en Jerusalén que los romanos se vieron obligados a viajar a diez km de Jerusalén para proteger la madera para sus máquinas de asedio. Por lo tanto, se puede suponer razonablemente que la escasez de la madera pueden haber sido expresada en la economía de la crucifixión en el que el travesaño, así como el montante sería utilizado en varias ocasiones. Por lo tanto, la falta de una lesión traumática en el antebrazo y metacarpianos de la mano parece sugerir que los brazos de los condenados fueron atados en lugar de clavados en la cruz. Existe una amplia evidencia literaria y artística para el uso de cuerdas en lugar de clavos para fijar el condenado a la cruz. Por otra parte, en Egipto, donde según una fuente original sobre la crucifixión, la víctima no fue clavado, pero sí atado. Es importante recordar que la muerte por crucifixión era el resultado de la manera en que el condenado era colgado de la cruz y no la lesión traumática causada por clavarlo. Colgar de la cruz, daba lugar a un doloroso proceso de asfixia, en el que los dos grupos de músculos que se usan para la respiración, los músculos intercostales y el diafragma, se debilitaban progresivamente. Con el tiempo, el condenado fallecía, debido a la imposibilidad de continuar respirando adecuadamente.
Israel Exploration Journal, Vol. 35 (1985)